# Cánticos de la lejana Tierra
Cánticos de la lejana Tierra (The Songs of Distant Earth), también traducido como Voces de un mundo distante, es una novela de ciencia ficción del célebre autor Arthur C. Clarke, publicada por primera vez en 1986.
Según varios comentarios, esta novela posee un estilo que difiere del resto de la obra del autor, en el sentido de que está más centrada en las emociones y en las interacciones entre los personajes que en los aspectos tecnológicos; la prevalencia de la maestría técnica (en la cual Clarke sin duda sobresale) sobre la humanidad de los personajes sirve con frecuencia como punto de crítica a su obra.
Hay quienes dicen que esta obra es la respuesta de Clarke a tales críticas, demostrando con ella que también sabe crear personajes y escenarios profundamente humanos, aunque tales comentarios sólo deben tomarse como tales.
Se ha dicho también que esta es la obra más musical de Clarke, comenzando por su título, y siguiendo por las numerosas alusiones que se hacen a la música a lo largo del texto. Como dato curioso, esta novela inspiró al músico Mike Oldfield para crear, en 1994, un álbum de título homónimo, y que es posiblemente una de sus mejores obras instrumentales.

## Argumento
Siglos después de la destrucción de la Tierra, debido a la prematura conversión del Sol en supernova, la última expedición de salvamento, conteniendo un millón de sobrevivientes criogenizados durante el viaje a bordo del navío interestelar Magellan ("Magallanes"), llega a Thalassa, lugar donde se estableció una de las primeras expediciones que partieron de la Tierra.
Thalassa es descrito como un mundo paradisíaco, donde hay una pequeña colonia de humanos llevados allí seis siglos antes bajo la forma de simples genes, reconstituidos luego por máquinas. Tales humanos han formado entre tanto una cultura nativa bastante peculiar, siendo unos pocos miles los que habitan las tres únicas islas dentro del vasto océano que cubre todo el planeta.
Algunos de los sobrevivientes terrícolas despiertan para efectuar reparaciones necesarias tras su viaje de siglos, resultando en la primera visita de humanos venidos de otro mundo en la historia de Thalassa y en toda una conmoción para estos, acostumbrados a una soledad total dentro de su propio mundo. 
La cultura thalassana es un buen ejemplo de utopía racional en la visión de Clarke, pues los primeros thalassianos fueron fabricados a partir de simples genes y educados por máquinas, siendo desprovistos desde la raíz de religión o misticismo alguno en su cultura, lo que resulta según Clarke en una sociedad más sana y bastante menos maliciosa que la de los terráqueos. Estos cargan consigo "los pecados" de una cultura supersticiosa y desgarrada por las guerras religiosas, así como las cicatrices de ser los testigos de la muerte de la Tierra.